# Piz Casarauls
Piz Casarauls är en bergstopp i Schweiz.   Den ligger i regionen Surselva och kantonen Graubünden, i den östra delen av landet, 110 km öster om huvudstaden Bern. Toppen på Piz Casarauls är 3 063 meter över havet, eller 66 meter över den omgivande terrängen. Bredden vid basen är 0,11 km.
Terrängen runt Piz Casarauls är huvudsakligen bergig, men den allra närmaste omgivningen är kuperad. Närmaste större samhälle är Erstfeld, 17,2 km väster om Piz Casarauls. 
Trakten runt Piz Casarauls består i huvudsak av gräsmarker. Runt Piz Casarauls är det glesbefolkat, med 13 invånare per kvadratkilometer.